# 田中秀和 (作曲家)
田中 秀和（たなか ひでかず、1987年6月4日 - ）は、日本の作曲家、編曲家。大阪府出身。

## 経歴
大学時代には民族音楽や芸術音楽の基礎を学ぶ一方、音が美術や身体表現と組み合わされることによって生まれる新たな魅力に惹かれ、展示とパフォーマンスのコラボレーションイベントの企画、写真展や舞台の音響・音楽制作、サウンド・インスタレーションの制作などを積極的に行う。
就職活動中、神前暁のアシスタント募集を知り自作曲のデモを送付。より幅広く活動できるようにとMONACAを紹介され、2010年に入社。
影響を受けたアーティストは神前暁、the band apart。
2012年当時、『アイドルマスター』最年少音楽クリエイターであった。
分数augまたはブラックアダーコードという独特なコードを用いることで知られている。
2021年7月31日、約10年間所属していたMONACAを退所し、フリーランスとして活動を開始。
2022年10月24日、強制わいせつ未遂容疑で逮捕。捜査で判明した余罪と併せて、東京都迷惑防止条例および公然わいせつ罪の容疑で東京地裁に起訴された。2023年5月12日に懲役1年6か月、執行猶予3年の有罪判決が言い渡された。詳細については次項に記載。

## わいせつ行為による逮捕
2022年10月24日、10代少女に対する強制わいせつ未遂の容疑で逮捕された。同年8月20日に東京都目黒区内の駐輪場で、帰宅途中だった未成年の10代少女に対し、卑わいな言葉をかけながら腕を無理やり引っ張り、わいせつな行為をしようとした疑いである。この影響で、アイドルマスター シンデレラガールズ楽曲のサブスクリプション配信において田中の楽曲は配信対象外となった。なお、取り調べの際に腕を無理やり引っ張った事実を否認したため、東京都迷惑防止条例違反での起訴となった。

### 数多くのわいせつ行為と余罪
捜査により、2022年9月から10月にかけ、スカートをはいた女性の下着を合計11回盗撮したとする余罪が判明。検察は約10年前から盗撮を繰り返していたと指摘した。また、電車内で下半身を露出したとする余罪も判明した。そのほかにも、田中が14歳の時に強制わいせつの前歴があったことが明らかになった。
田中は、東京都迷惑防止条例違反、公然わいせつの罪で東京地裁に起訴され、2023年3月15日に行われた第1回公判で起訴内容を認めた。同年5月12日、懲役1年6か月、執行猶予3年の有罪判決が東京地裁で言い渡された。

## 楽曲提供

### ゲーム
- 『探偵オペラ ミルキィホームズ』
  - BGM（MONACA名義）
- 『パチスロ快盗天使ツインエンジェル3』
  - 「GOOD DAY!」（作曲・編曲）
  - 「スキジャナイ・ジレッタイ」（作曲・編曲）
  - 「明日があるっしょ!」（作曲・編曲）
  - 「リリカinワンダーランド」（作曲・編曲）
- 『恋は校則に縛られない!』
  - キャラクターソング「Heads or Tails」（作曲・編曲）
- 『アイドルマスター シンデレラガールズ』シリーズ
  - 「Star!!」（作曲・編曲）
  - 「M@GIC☆」（作曲・編曲）
  - 「STORY」（作曲・編曲）
  - 「ススメ☆オトメ 〜jewel parade〜」（作曲・編曲）
  - 「EVERMORE」（共作曲・共編曲）
  - 「スローライフ・ファンタジー」（作曲・編曲）双葉杏ソロ曲
  - 「イリュージョニスタ！」（作曲・編曲）
  - 「桜の風」（作曲・編曲）
  - 「Blessing」（作曲・編曲）高垣楓ソロ曲
  - 「Joker」（作曲・編曲）
  - 「Go Just Go!」（作曲）
  - 「いとしーさー♥」（作曲・編曲）
  - 「EVERLASTING」（共作曲・共編曲）
  - 「Demolish」（作曲・編曲）
- 『太鼓の達人』
  - 「散りゆく蘭の綴る詩」（作曲・編曲）
- 『maimai』
  - 「悪戯」（作曲・編曲）
- 『オンゲキ』
  - 「HEADLINER」（作曲・編曲）
- 『アイカツ!フォトonステージ!!』
  - 「ドラマチックガール」（作曲・編曲）
- 『Re:ステージ!』
  - 「＊Heart Confusion＊」（作曲・編曲）
- 『天華百剣 -斬-』
  - 「刀身をやさしくタップ♡」（作曲・編曲）
  - 「GO-MA-N-E-TSU」（作曲・編曲）
  - 「結絆華」（作曲・編曲）
- 『ウマ娘 プリティーダービー』
  - 「transforming」（作曲・編曲）
- 『東方ダンマクカグラ』
  - 「らいぶおあらいぶ!」（編曲）
- 『ガールフレンド（仮）』
  - 「Precious Memories」（作曲・編曲）

### アニメ
- 『WORKING!!』
  - 「Colorful Days」（作曲・編曲）
  - 「純情PUNCH」（作曲・編曲）
  - 「SMILE+SMILES」（作曲・編曲）
  - 「not so bad」（作曲・編曲）
  - 「MOTTO!」（作曲・編曲）
  - 「ワグナリア賛歌~a day of 伊波まひる」（編曲）
  - 「ワグナリア賛歌~a day of 種島ぽぷら」（編曲）
  - 「ワグナリア賛歌~a day of 山田葵」（編曲）
- 『学園黙示録 HIGHSCHOOL OF THE DEAD』
  - 「Memories of days gone by」（作曲・編曲）
- 『黒執事II』
  - 「神の右手のテーマ~チキンカリー篇~」（作曲・編曲）
  - 「死神の勤怠管理」（作曲・編曲）
  - 「背徳ワンダーランド」（作曲・編曲）
  - 「未来の想い出」（作曲・編曲）
- 『THE IDOLM@STER』
  - 「神SUMMER!!」（作曲・編曲）
  - 「自分REST@RT」（作曲・編曲）
- 『WORKING'!!』
  - BGM（MONACA名義）
- 『這いよれ! ニャル子さん』
  - BGM（MONACA名義）
  - 「太陽曰く燃えよカオス」（作曲・編曲）
  - 「わたし・魔ジカル」（作曲・編曲）
  - 「太陽曰く燃えよカオス (ニャルラトホテプver.)」（作曲）
  - 「太陽曰く燃えよカオス (クトゥグアver.)」（作曲）
  - 「太陽曰く燃えよカオス (暮井珠緒ver.)」（作曲）
  - 「太陽曰く燃えよカオス 30min Non-limit ver.」（作曲・編曲）
  - 「太陽曰く燃えよカオス (這いより隊G'ver.)」（作曲）
  - 「太陽曰く燃えよカオス (クトゥルー ver.) (Instrumental)」（作曲）
  - 「太陽曰く燃えよカオス (ゲーム曰くセーブは大事 ver.)」（作曲）
  - 「太陽言わない燃えよカオス」（作曲）
- 『アイカツ!』
  - BGM（MONACA名義）
  - 「カレンダーガール」（作曲・編曲）
  - 「Move on now!」（作曲・編曲）
  - 「アイドル活動!」（作曲・編曲）
  - 「prism spiral」（作曲・編曲）
  - 「Angel Snow」（作曲・編曲）
  - 「真夜中のスカイハイ」（作曲・編曲）
  - 「放課後ポニーテール」（作曲・編曲）
  - 「アイドル活動!(Ver. Rock)」（作曲・編曲）
  - 「新・チョコレート事件」（作曲・編曲）
  - 「オリジナルスター☆彡」（作曲・編曲）
  - 「Dance in the rain」（作曲・編曲）
  - 「Let's アイカツ!」（作曲・編曲）
  - 「Good morning my dream」（作曲・編曲）
- 『ビビッドレッド・オペレーション』
  - 「ありふれたしあわせ」（作曲・編曲）
- 『這いよれ! ニャル子さんW』
  - BGM（MONACA名義）
  - 「恋は渾沌の隷也」（作曲・編曲）
- 『俺の妹がこんなに可愛いわけがない。』
  - 「感情線loop」（作曲・編曲）
- 『サーバント×サービス』
  - BGM（MONACA名義）
  - 「めいあいへるぷゆー？」（作曲・編曲）
  - 「PEACE☆マジカルフラワーズ」（作曲・編曲）
- 『〈物語〉シリーズ セカンドシーズン』
  - 「snowdrop」（作曲・編曲）
- 『THE IDOLM@STER MOVIE 輝きの向こう側へ!』
  - 「ラムネ色 青春」（作曲・編曲）
- 『Wake Up, Girls!』
  - BGM（MONACA名義）
  - 「リトル・チャレンジャー」（作曲・編曲）
  - 「7 Girls War」（神前暁と共同作曲・編曲）
  - 「ジェラ」（作曲・編曲）
  - 「極上スマイル」（作曲・編曲）
  - 「オオカミとピアノ」（作曲・編曲）
  - 「ステラ・ドライブ」（作曲・編曲）
- 『龍ヶ嬢七々々の埋蔵金』
  - 「mission:Love me Do♡」（作曲・編曲）
- 『ハナヤマタ』
  - 「花ハ踊レヤいろはにほ」（作曲・編曲）
- 『うぇいくあっぷがーる ZOO!』
  - BGM（MONACA名義）
- 『アイドルマスター シンデレラガールズ』
  - BGM
- 『這いよれ!ニャル子さんF』
  - 「這いよれOnce Nyagain」（作曲・編曲）
- 『WORKING!!!』
  - BGM（MONACA名義）
- 『Wake Up, Girls! 青春の影』
  - BGM（MONACA名義）
  - 「少女交響曲」（作曲・編曲）
  - 「素顔でKISS ME」（作曲）
- 『Wake Up, Girls! Beyond the Bottom』
  - 「Beyond the Bottom」（作曲・編曲）
- 『あんハピ♪』
  - BGM（MONACA名義）
  - 「PUNCH☆MIND☆HAPPINESS」（作曲・編曲）
  - 「なるまるまーる」（作曲・編曲）
- 『アイカツスターズ!』
  - 「8月のマリーナ」（編曲）
- 『灼熱の卓球娘』
  - BGM（MONACA名義）
  - 「灼熱スイッチ」（作曲・編曲）
  - 「V字上昇Victory」（作曲・編曲）
- 『ソード・オラトリア ダンジョンに出会いを求めるのは間違っているだろうか外伝』
  - 「day by day」（作曲・編曲）
- 『恋愛暴君』
  - BGM（MONACA名義）
  - 「恋？で愛？で暴君です！」（作曲・編曲）
- 『アニメガタリズ』
  - 「グッドラック ライラック」（作曲・編曲）
- 『Wake Up, Girls! 新章』
  - BGM（MONACA名義）
  - 「7 Senses」（作曲・編曲）
- 『デスマーチからはじまる異世界狂想曲』
  - 「スキノスキル」（作曲・編曲）
- 『ウマ娘 プリティーダービー』
  - 「Silent Star」（作曲・編曲）
- 『ひとりぼっちの○○生活』
  - BGM（MONACA名義）
- 『アサシンズプライド』
  - 「Share the light」（作曲・編曲）
- 『超人高校生たちは異世界でも余裕で生き抜くようです！』
  - 「はじめてのかくめい!」（編曲）
- 『ポケットモンスター』
  - 「1・2・3」（「西川くんとキリショー」版、まふまふと共同編曲）
  - 「1・2・3」（「サトシ&ゴウ(CV:松本梨香&山下大輝)」版、まふまふと共同編曲）
- 『IDOLY PRIDE』
  - 「First Step」（作曲・編曲）
  - 「Precious」（作曲・編曲）
- 『プラオレ!〜PRIDE OF ORANGE〜』
  - BGM（MONACA名義）
  - 「ファイオー・ファイト!」（作曲・編曲）
  - 「be Cute」（作曲・編曲）
  - 「いとおかし」（作曲・編曲）
- 『宇崎ちゃんは遊びたい!ω』
  - 「いちごいちえ Celebration」（作曲・編曲）

### アーティスト
- バンドじゃないもん!MAXX NAKAYOSHI
  - 「ゴッドソング」（作曲・編曲）

- 河野マリナ
  - 「FOCUS!FOCUS!」（作曲・編曲）
  - 「a long long letter」（作曲・編曲）
  - 「Do!!Do!!Let me Fun♪」（作曲・編曲）
  - 「水恋」（作曲・編曲）
- かと*ふく
  - 「WORLD IS CALLING」（作曲・編曲）
- 上坂すみれ
  - 「我らと我らの道を」（作曲・編曲）
- ゆいかおり
  - 「LUCKY DUCKY!!」（作曲・編曲）
- 上田麗奈
  - 「ワタシ*ドリ」（作曲・編曲）
  - 「Walk on your side」（作曲・編曲）
  - 「履き慣れてない靴のままで」（作曲・編曲）
- アズマリム
  - 「人類みなセンパイ!」（まふまふと共同作曲・編曲）
- GEMS COMPANY
  - 「JAM GEM JUMP!!!」（作曲・編曲）[15]
- となりの坂田。
  - 「未完成ユートピア」（作曲・編曲）
- まふまふ
  - 「女の子になりたい」（まふまふと共同作曲・編曲）
  - 「チョコっとの答え」（まふまふと共同作曲・編曲）
  - 「すーぱーぬこになれんかった」（まふまふトリビュートアルバム 〜転生〜にて編曲を担当、 田中秀和×まぬんちゃん名義）
- サンドリオン
  - 「Ouverture」（作曲・編曲）
  - 「Ouverture (Happiness 4 you!)」（作曲）
  - 「Familiar base」（編曲）
  - 「LINE LOOP」（編曲）
- ARuFa
  - 「さんさーら!」（作曲・編曲）
- 名取さな
  - 「アマカミサマ」（作曲・編曲）
- 鹿乃
  - 「day by day」（作曲・編曲）
  - 「Linaria Girl」（作曲・編曲）
  - 「CAFUNÉ」（作曲）
  - 「午前0時の無力な神様」（作曲）
  - 「光れ」（作曲）
  - 「yours」（作曲・編曲）
  - 「KILIG」（作曲）
  - 「聴いて」（作曲・編曲）
  - 「漫ろ雨」（作曲）
  - 「おかえり」（作曲）
  - 「罰と罰」（作曲）
  - 「エンディングノート」（作曲）
  - 「コンパスソング」（作曲・編曲）
  - 「ミッドナイトシアター with 根本凪」（作曲・共編曲）
- DIALOGUE+
  - 「アイガッテ♡ランテ」（作曲・編曲）
  - 「はじめてのかくめい!」（編曲）
  - 「人生イージー?」（編曲）
- May'n
  - 「サマー・スライダー」（作曲・編曲）
  - 「イリタブル」（作曲・編曲）
- 煌めき☆アンフォレント
  - 「光環*スターバースト」（作曲・共編曲）
- しぐれうい
  - 「シンカケイスケッチ」（作曲・編曲）
- 麻倉もも
  - 「シロクジチュウム」（作曲・編曲）
- 尾丸ポルカ
  - 「サイキョウチックポルカ」（作曲・編曲）
- わーすた
  - 「マッシュ・ド・アート」（作曲）

### テレビドラマ&テレビ番組
- 『アドリブアニメ研究所』
  - 「あっぱれ!瞬間積極剤」（作曲・編曲）
- 『マネーの天使〜あなたのお金、取り戻します!〜』
  - BGM（MONACA名義）